# The Final Riot!
The Final Riot! – koncertowy album grupy Paramore wydany w listopadzie 2008 roku.

## Lista utworów
1. „Born For This”
2. „That's What You Get”
3. „Here We Go Again”
4. „Fences”
5. „Crushcrushcrush”
6. „Let The Flames Begin”
7. „When It Rains”
8. „My Heart”
9. „Decoy”
10. „Pressure”
11. „For A Pessimist, I'm Pretty Optimistic”
12. „We Are Broken”
13. „Emergency”
14. „Hallelujah”
15. „Misery Business”

## Twórcy
- Hayley Williams – śpiew, instrumenty klawiszowe
- Josh Farro – gitara prowadząca, wokal wspierający, gitara basowa w utworze „We Are Broken”
- Jeremy Davis – gitara basowa, instrumenty perkusyjne w utworze „We Are Broken”
- Zac Farro – perkusja, instrumenty perkusyjne
- Taylor York – gitara rytmiczna, dzwonki w utworze „We Are Broken”

## Daty wydania
| Kraj            | Data              |
| --------------- | ----------------- |
| Wielka Brytania | 24 listopada 2008 |
| USA             | 25 listopada 2008 |
| Australia       | 29 listopada 2008 |
| Brazylia        | 6 grudnia 2008    |
| Kolumbia        | 8 grudnia 2008    |

## Listy tygodniowe
| Rok  | Lista                   | Pozycja szczytowa |
| ---- | ----------------------- | ----------------- |
| 2008 | Australian Albums Chart | 38                |
| 2009 | Finnish Albums Chart    | 31                |
| 2009 | Brazil Albums Chart     | 1                 |
| 2009 | Colombian Albums Chart  | 6                 |

## Certyfikaty i sprzedaż
| Kraj                     | Certyfikat      | Sprzedaż |
| ------------------------ | --------------- | -------- |
| Kanada (MC)              | platynowa płyta | 10 000+  |
| Stany Zjednoczone (RIAA) | złota płyta     | 50 000+  |
| Wielka Brytania (BPI)    | złota płyta     | 25 000+  |